# Кубо і легенда самурая
«Кубо і легенда самурая» (англ. Kubo and the Two Strings) — американський ляльково-анімаційний пригодницький фільм, знятий Тревісом Найтом. Прем'єра стрічки в Україні відбулась 18 серпня 2016 року.

## Сюжет
У ранню епоху феодальної Японії 12-річний одноокий хлопчик Кубо доглядає за хворою матір’ю в гірській печері поблизу села. Він заробляє на життя, маніпулюючи орігамі за допомогою музики з магічного сямісена (японського струнного інструмента), розповідаючи історію про свого зниклого батька Ханзо, воїна-самурая. Кубо ніколи не може закінчити свою розповідь, оскільки не знає, що сталося з Ханзо, а його мати через погіршення психічного стану не пам’ятає кінцівки. Мати застерігає його не залишатися надворі після заходу сонця, адже її сестри Карасу і Ваши, а також його дід, Місячний Король (який забрав одне око Кубо, коли той був немовлям), знайдуть його і відберуть друге око.
Одного дня Кубо дізнається про фестиваль Бон у селі, який дозволяє спілкуватися із померлими близькими. Він бере участь, але гнівається, коли Ханзо не з’являється з його ліхтаря, і забуває повернутися додому до заходу сонця. Карасу і Ваши швидко знаходять його і нападають, але мати раптово з’являється і, використавши магію, відправляє Кубо далеко, наказуючи знайти обладунки батька. Кубо прокидається в далекій землі і бачить, що Мавпа, його дерев’яна амулетна фігурка снігової мавпи, ожила. Мавпа повідомляє, що його мати загинула, а село зруйноване. За допомогою "Маленького Ханзо", фігурки орігамі, створеної за образом батька, вони вирушають на пошуки обладунків. Дорогою вони зустрічають Жука, самурая з амнезією, якого Місячний Король прокляв, перетворивши на гібрида людини і жука-оленя. Жук вірить, що колись був послідовником Ханзо.
Троє здобувають "Незламний Меч" у печері, яку охороняє гігантський скелет. Вони перетинають Довге Озеро на човні з листя, щоб знайти "Непроникний Нагрудник" глибоко під водою. Кубо і Жук пірнають за ним і стикаються з морським чудовиськом, "Садом Очей", яке зачаровує жертв видіннями таємниць і пожирає їх. Кубо здобуває нагрудник, але потрапляє під погляд чудовиська і, зачарований, дізнається, що Мавпа — це перевтілений дух його матері. Жук рятує непритомного Кубо, але, повернувшись до човна, вони бачать, що Мавпа важко поранена, перемігши Карасу, чия маска розкололася.
На березі, оговтуючись, Мавпа пояснює, що вона та її сестри були послані Місячним Королем убити Ханзо, але вона прибула раніше, закохалася в нього і була вигнана з небес. Тієї ночі Кубо сниться його дід, який вказує, що "Невразливий Шолом" у покинутій фортеці Ханзо. Наступного дня вони вирушають туди, але розуміють, що це пастка. Ваши з’являється і вбиває Жука, розкриваючи, що він — Ханзо, проклятий Місячним Королем за те, що забрав його доньку. Мавпа жертвує собою, даючи Кубо час використати сямісен, щоб знищити Ваши, зламавши дві з трьох струн інструмента. Маленький Ханзо підказує, що шолом — це дзвін у селі, і Кубо ламає останню струну, щоб швидко перенестися туди.
У селі Кубо знову зустрічає Місячного Короля, який пропонує забрати його друге око, щоб зробити його досконалим і безсмертним, але Кубо відмовляється. Місячний Король перетворюється на Місячного Звіра, схожого на дунклеостея, і переслідує Кубо та селян на цвинтарі. Обладунки виявляються неефективними, тож Кубо знімає їх і переструнює сямісен, використовуючи тятиву батька, волосся матері та своє власне. Граючи, він викликає духів близьких селян, які захищають їх від Звіра і показують Місячному Королю, що спогади — найсильніша магія, яку не знищити. Магія Кубо і духів позбавляє Короля сил, залишаючи його смертним старим без спогадів. Натхненні розповідями Кубо, селяни з милосердям розповідають йому, що він був доброю людиною, і приймають його до села. Під час наступної церемонії Бон Кубо розмовляє з духами батьків, спостерігаючи, як ліхтарі померлих селян перетворюються на золотих журавлів і відлітають у світ духів.

## Голосовий акторський склад
- Арт Паркінсон — Кубо
- Шарліз Терон — Мавпа
- Меттью Макконехі — Жук
- Рейф Файнс — Місячний король / Рейден
- Руні Мара — сестри Карасу та Ваші
- Джордж Такеї — Хосато
- Кері-Хіроюкі Тагава — Акіхіро
- Бренда Ваккаро — Камейо
- Міна Нодзі — Мані
- Мейрік Мерфі — Марі

## Виробництво
22 грудня 2014 року компанії Laika і Focus Features оголосили про початок виробництва анімаційного фільму під назвою «Кубо і легенда самурая». Художник-постановник Шеннон Тіндл представив історію Тревісу Найту як «самурайську епопею в кадрі». Хоча студія ніколи раніше не наважувалася на цей жанр, Найт був у захваті від проекту; частково через свою прихильність як до жанру «епічного фентезі», так і до японської культури загалом. 
Натхненням для роботи над фільмом слугували японські тушеві картини та оригамі. Особливий вплив мав стиль ксилографії Укійо-е. Творці фільму з Laika Entertainment мали намір зробити так, щоб увесь фільм "виглядав і відчувався так, ніби це рухома ксилографія". Великий вплив на фільм також мали роботи Кійоші Сайто, японського художника-графіка 20-го століття.
Допомогу у виробництві надала компанія Stratasys, яка займається 3D-друком. Stratasys дозволила Laika використати свої новітні технології в обмін на відгуки про них.

## Нагороди й номінації
| Список нагород і номінацій        | Список нагород і номінацій | Список нагород і номінацій                                     | Список нагород і номінацій                                                     | Список нагород і номінацій | Список нагород і номінацій |
| Кінопремія                        | Дата церемонії             | Категорія                                                      | Номінант(и)                                                                    | Результат                  | Дж                         |
| --------------------------------- | -------------------------- | -------------------------------------------------------------- | ------------------------------------------------------------------------------ | -------------------------- | -------------------------- |
| Премія «Вибір критиків»           | 11 грудня 2016             | Найкращий анімаційний фільм                                    | «Кубо і легенда самурая»                                                       | Номінація                  | [ 4 ]                      |
| Асоціація кінокритиків Чикаго     | 15 грудня 2016             | Найкращий анімаційний фільм                                    | «Кубо і легенда самурая»                                                       | Перемога                   | [ 5 ]                      |
| Асоціація кінокритиків Чикаго     | 15 грудня 2016             | Найперспективніший режисер                                     | Тревіс Найт                                                                    | Номінація                  | [ 5 ]                      |
| Національна рада кінокритиків США | 4 січня 2017               | Найкращий анімаційний фільм                                    | «Кубо і легенда самурая»                                                       | Перемога                   | [ 6 ]                      |
| Премія «Золотий глобус»           | 8 січня 2017               | Найкращий анімаційний фільм                                    | «Кубо і легенда самурая»                                                       | Номінація                  | [ 7 ] [ 8 ]                |
| Монтажери американського кіно     | 27 січня 2017              | Найкращий монтаж анімаційного фільму                           | Крістофер Мюррі                                                                | Номінація                  | [ 9 ]                      |
| Премія Гільдії продюсерів США     | 28 січня 2017              | Найкращий продюсер мультфільму                                 | Тревіс Найт, Еріенн Сутнер                                                     | Номінація                  | [ 10 ]                     |
| Премія «Енні»                     | 4 лютого 2017              | Найкращий анімаційний фільм                                    | «Кубо і легенда самурая»                                                       | Номінація                  | [ 11 ]                     |
| Премія «Енні»                     | 4 лютого 2017              | Видатні досягнення в анімації ефектів у анімаційному фільмі    | Девід Хорслі, Ерік Вахтман, Тимур Ходжаєв, Даніель Ледердейл і Терранс Томберг | Номінація                  | [ 11 ]                     |
| Премія «Енні»                     | 4 лютого 2017              | Видатні досягнення в анімації персонажів у анімаційному фільмі | Ян Маас                                                                        | Перемога                   | [ 11 ]                     |
| Премія «Енні»                     | 4 лютого 2017              | Видатні досягнення в дизайні персонажів у анімаційному фільмі  | Шеннон Тіндл                                                                   | Номінація                  | [ 11 ]                     |
| Премія «Енні»                     | 4 лютого 2017              | Видатні досягнення в режисурі у анімаційному фільмі            | Тревіс Найт                                                                    | Номінація                  | [ 11 ]                     |
| Премія «Енні»                     | 4 лютого 2017              | Видатні досягнення в виробничому дизайні у анімаційному фільмі | Нельсон Лоурі, Тревор Далмер, Август Холл та Йан Макнамара                     | Перемога                   | [ 11 ]                     |
| Премія «Енні»                     | 4 лютого 2017              | Видатні досягнення в розкадровці у анімаційному фільмі         | Марк Гарсія                                                                    | Номінація                  | [ 11 ]                     |
| Премія «Енні»                     | 4 лютого 2017              | Видатні досягнення в озвученні у анімаційному фільмі           | Арт Паркінсон                                                                  | Номінація                  | [ 11 ]                     |
| Премія «Енні»                     | 4 лютого 2017              | Видатні досягнення в написанні сценарію у анімаційному фільмі  | Марк Хеймс і Кріс Батлер                                                       | Номінація                  | [ 11 ]                     |
| Премія «Енні»                     | 4 лютого 2017              | Видатні досягнення в монтажі у анімаційному фільмі             | Крістофер Мюррі                                                                | Перемога                   | [ 11 ]                     |
| Премія БАФТА                      | 12 лютого 2017             | Найкращий анімаційний фільм                                    | «Кубо і легенда самурая»                                                       | Перемога                   | [ 12 ]                     |
| Cinema Audio Society Awards       | 18 лютого 2017             | Найкращий звук у мультфільмі                                   | Карлос Сотолонго, Тім Чау, Тім ЛеБлан, Нік Волледж, Деррін Манн                | Номінація                  | [ 13 ]                     |
| Премія «Супутник»                 | 19 лютого 2017             | Найкращий анімаційний або комбінований фільм                   | «Кубо і легенда самурая»                                                       | Номінація                  | [ 14 ]                     |
| Гільдія художників з костюмів     | 21 лютого 2017             | Найкращі костюми в фентезі-фільмі                              | Дебора Кук                                                                     | Номінація                  | [ 15 ]                     |
| Премія «Оскар»                    | 26 лютого 2017             | Найкращий анімаційний повнометражний фільм                     | «Кубо і легенда самурая»                                                       | Номінація                  | [ 16 ] [ 17 ]              |
| Премія «Оскар»                    | 26 лютого 2017             | Найкращі візуальні ефекти                                      | Стів Емерсон, Олівер Джонс, Брайан Маклін і Бред Шифф                          | Номінація                  | [ 16 ] [ 17 ]              |
| Премія Рея Бредбері               | 20 травня 2017             | Видатна драматична презентація                                 | Марк Хеймс, Кріс Батлер і Тревіс Найт                                          | Номінація                  | [ 18 ]                     |